# NedGulf
NedGulf Tankers N.V. was een Nederlandse rederij die bestond van 1962 tot 1975. Het bedrijf was een dochteronderneming van het Amerikaanse Gulf Oil. De maatschappij was in Rotterdam gevestigd en had vier olietankers, allen onder Nederlandse vlag.
Gulf Oil ontwikkelde in de jaren vijftig uitbreidingsplannen voor West-Europa. In diverse landen werden Gulf-raffinaderijen geopend, waaronder in Rozenburg (Europoort). In de planning werd rekening gehouden met de aanvoer van olie uit met name het Midden-Oosten. Gulf plaatste hiervoor onder Nederlandse vlag vier tankers, die volgeladen nog net door het Suezkanaal konden varen. 
Voor het management van de vier Nederlandse tankers werd het Rotterdamse bedrijf Vinke & Co. aangesteld.
Tussen 1962 en 1970 voerden de schepen olie aan vanuit de Perzische Golf. De sluiting van het Suezkanaal in 1967 als gevolg van de Zesdaagse Oorlog betekende dat varen van en naar het Midden-Oosten niet langer via het Suezkanaal kon, waardoor men om Kaap de Goede Hoop moest varen. 
De vier schepen waren te klein en waren daardoor te duur om via de Kaap de Goede Hoop aardolie naar West-Europa te vervoeren. Twee schepen werden ingezet om olie te vervoeren van Cabinda naar de oostkust van de Verenigde Staten. De twee andere schepen werden vrijgemaakt voor vervoer in West-Europa. Aangezien de Eurogeul voor Rotterdam nog niet gereed was, koos Gulf het Ierse Bantry Bay als centrale overslaghaven in West-Europa. 
Midden jaren zeventig maakte Gulf Oil haar nieuwe plannen bekend voor het maritieme tanktransport. De vier bestaande NedGulf tankers zouden geleidelijk worden vervangen door drie nieuwbouw VLCC's. De bouw hiervan was al ver gevorderd, toen Gulf in 1975 besloot haar maritieme transportactiviteiten te stoppen. 

## Schepen
De Gulf Italian en de Gulf Hansa werden in 1961 gebouwd bij de Deutsche Werft A.G. in Hamburg met bouwnummers 757 en 758. Enige kenmerken: BRT 31.350, NRT 19.117, draagvermogen 48.364, lengte 226,09 m, breedte 30,98 m, vermogen 19.000 pk, snelheid 17,0 knopen. De beide schepen kwamen in 1962 in de vaart.
De Gulf Swede en de Gulf Hollander werden in 1961 gebouwd bij Uddevalla Varvet A.B in het Zweedse Uddevalla met bouwnummers 181 en 182. Enige kenmerken: BRT 27.139, NRT 16.936, draagvermogen 46.017, lengte 220,64 m, breedte 29,68 m, vermogen 17.500 pk, snelheid 17,0 knopen. Ook deze beide schepen kwamen in 1962 in de vaart.
Midscheeps bevond zich de accommodatie voor de gezagvoerder, stuurlieden, radio-officier, chef-kok en hofmeester. In de achterbouw bevonden zich de hutten van de werktuigkundigen en de rest van de bemanning. 
In 1975 werden de vier schepen verkocht aan de Gulf-dochter Afran Maritime Transport in Liberia, maar in 1978 werden de vier schepen gesloopt.
De Gulf Italian werd omgedoopt in Java Sea, naar sloop in Pusan, Zuid-Korea.
De Gulf Hansa wijzigde in Coral Sea, naar sloop in Kaohsiungh, Taiwan.
De Gulf Swede veranderde in Beaufort Sea, naar sloop in Kaohsiung, Taiwan.
De Gulf Hollander werd Adriatic Sea, naar sloop in Kaohsiung, Taiwan